# L'Œil
Pour les articles homonymes, voir Œil (homonymie).
L'Œil est une revue d'art mensuelle créée en janvier 1955 par Georges et Rosamond Bernier, et dont le premier numéro a paru en janvier 1955. L'Œil est actuellement édité par les éditions Artclair, qui publie également Le Journal des arts, et gère le site LeJournaldesArts.fr. L'Œil compte plus de 750 numéros.

## Histoire

### 1955-1968: Rosamond et Georges Bernier
L'Œil a été fondé en 1955 par Rosamond Bernier (1916-2016) et Georges Bernier (1911-2001), un couple de journalistes proche des milieux artistiques et désireux de créer un magazine d’art vivant et jouissant d’une large diffusion. À la différence de la plupart des revues d’art de l’époque, d’un niveau souvent scientifique, L'Œil se distinguait par son ouverture au grand public avec des textes simples. La revue innove également par la publication d’articles sur d’autres disciplines que les beaux-arts, comme la décoration d’intérieur et le design.
Le premier numéro de L'Œil comporte 48 pages dont 8 pages en couleur. On y trouve notamment un dossier sur l’École de Fontainebleau, une visite de l’atelier d’Alberto Giacometti et un entretien avec Daniel Kahnweiler. La couverture, toute bleue, reproduit un tableau de Fernand Léger. Son prix est de 200 Francs. 
L’équipe d’auteurs est alors composée de figures aujourd’hui très connues, parmi lesquels Andrée Putman, Jacques Thuillier, Michel Seuphor, André Chastel ou encore Robert Doisneau pour les reportages photographiques.

### 1968-1975: Une période mouvementée
Même si selon Jean-François Revel, l’un des collaborateurs permanents à l’époque, « L’Œil était sans doute la première revue d’art dans les années 1960 », son économie, comme celle des autres revues, a toujours été fragile et dépendante des cycles du marché de l’art. Les fondateurs ne se consacrent ainsi plus uniquement à la revue et leur séparation en 1968 marque le début d’une période agitée. 
Pendant quatre ans, Georges Bernier dirige seul la revue et ne change pas beaucoup la ligne éditoriale. En 1973, après quelques mois d’interruption, une nouvelle équipe s’installe. Kuniko Tsutsumi, héritière du groupe japonais Seibu, devient l’actionnaire de référence et confie la direction du titre à son mari l'historien d'art Gilles Néret. Gilles Néret rajeunit L'Œil avec une mise en page hardie, des sujets plus modernes, comme la bande dessinée et la photographie.

### 1976-2000: Une revue très suisse
Depuis ses débuts, L'Œil était imprimé en Suisse. En 1976, l’éditeur suisse François Daulte prend les rênes de la revue avec l’aide de l’historien et marchand d’art Daniel Wildenstein. Tous deux étaient cependant actionnaires de l’éditeur depuis 1974. François Daulte impose une formule plus classique, à peine interrompue par un essai incongru avec la revue Réalités. Par la suite, Solange Thierry rachète les parts de François Daulte et Daniel Wildenstein et dirige seule la revue, s’entourant d’une équipe de pigistes extérieurs, dont la majorité était des conservateurs de musées. Au cours des 24 années sous la direction de François Daulte et Solange Thierry, les dix numéros annuels de L'Œil sont de qualité irrégulière. Certains sont faibles en textes et en sujets, d’autres plus riches et denses. 
Pendant cette période, L'Œil s’attache davantage à l’actualité et s’ouvre à l’art contemporain d’avant-garde. L’arrivée d’autres revues d’art oblige L’Œil à s’adapter, en changeant la maquette et la mise en page, devenues plus modernes.

### 2000-2014: de Gallimard à Publications Artistiques Françaises, Nart et Artclair
À la suite de nouvelles difficultés économiques, L'Œil est cédé en 2000 aux éditions Gallimard qui confient la rédaction en chef à Guy Boyer. Mais un an plus tard le déficit se creuse encore et Gallimard se rapproche des Publications Artistiques Françaises, PPF, qui éditent le Journal des Arts et acceptent de racheter le titre. Jacques Dodeman prend sa direction, confirme Guy Boyer dans ses fonctions, repositionne la revue, fait évoluer sa maquette, améliore la diffusion grâce à la synergie avec le Journal des arts, et crée le site internet Artindex.tm.fr réunissant le Journal des arts et L'Œil, dont le succès conforte le redémarrage. En octobre 1998, il publie son 500e numéro, présenté à la Foire Internationale d’Art Contemporain, FIAC, en compagnie de la Ministre de la Culture et de la Communication, Catherine Trautmann. Une start-up internet, Nart, fait des propositions intéressantes aux actionnaires de PPF pour racheter la société et ses titres. La cession à Nart intervient le 15 juin 2000 et le Journal des Arts, L'Œil et Artindex.tm.fr continuent à être publiés par PAF. Mais Nart ne réussit pas à lever en bourse les fonds nécessaires à son développement et dépose son bilan en Septembre 2001. PAF est rachetée à la barre du tribunal de commerce par Jean Christophe Castelain qui, à travers les éditions Art Clair, reprend la publication des deux titres existants.

## Rédacteurs en chef
- 1955-1968 : Rosamond et Georges Bernier
- 1968-1972 : Georges Bernier
- 1973-1975 : Gilles Néret
- 1976–1991 : François Daulte et Solange Thierry
- 1991–1997 : Solange Thierry
- 1997–2001 : Guy Boyer
- 2002 (Jan)–2002 (Nov) : Olivier Reneau
- 2002 (Dec)–2004 (Dec) : Annie Pérez
- 2005 (Jan)-2011 (Juin) : Jean-Christophe Castelain
- 2011 (Juil)-2023 (Janv) : Fabien Simode
- 2023 (Mai)-2023 (Décembre) : Aude-Claire de Parcevaux
- Depuis juin 2024 : Olivier Celik